# Bukowec (obwód iwanofrankiwski)
Bukowec (ukr. Буковець, hist. Jammersthal, pol. Równia) – wieś na Ukrainie, w  obwodzie iwanofrankiwskim, w rejonie dolińskim.  Podporządkowany radzie miasta Bolechów.
Przynależność administracyjna przed 1939 r.: gmina Polanica, powiat doliński, województwo stanisławowskie.